# Градостроительный симулятор

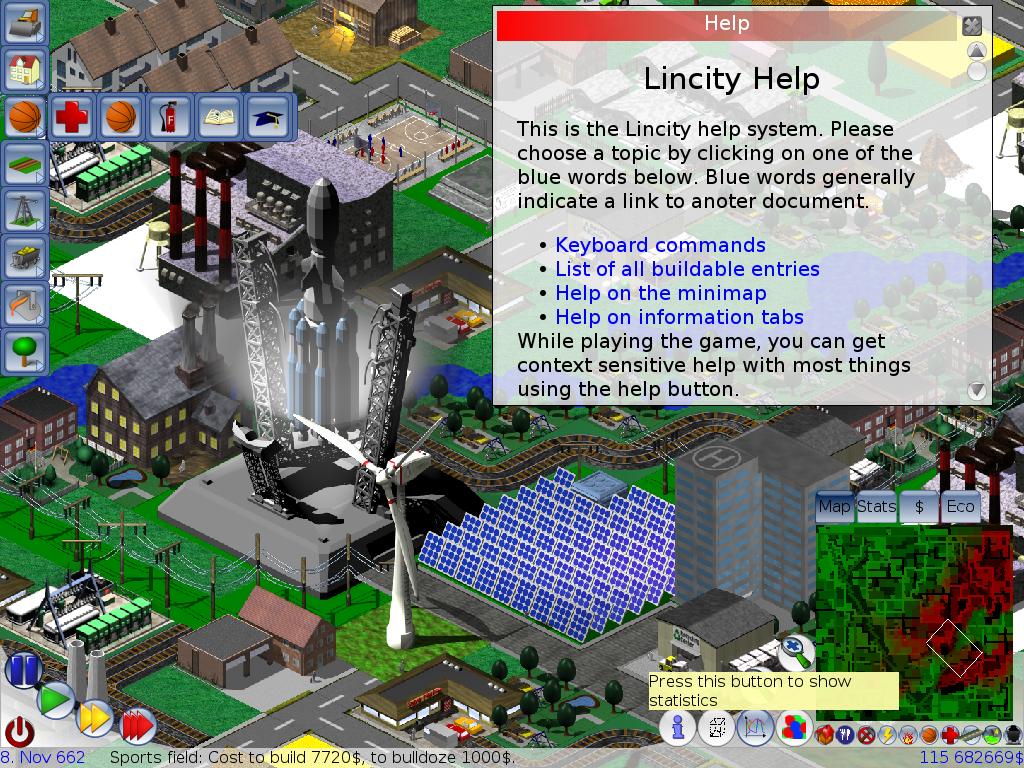
LinCity-NG

Градостроительный симулятор (англ. city-building game) — компьютерная игра, в которой симулируется строительство и управление городом. Как правило, относится к экономическим стратегиям. В играх такого рода обычно нет определённой цели, по достижении которой игра заканчивается; целью является сам процесс обустройства города.
Первой игрой по управлению городом является Hamurabi, созданная в 1968 году и разработана для PDP-8.
Игра SimCity является первым массовым представителем, сумевшим сформировать в индустрии данный тип игр. До сегодняшних дней, во время создания большинства градостроительных-симуляторов, SimCity используется как классический образец.
К данному жанру также относятся некоторые симуляторы колоний, космических станций, тюрем и предприятий.

## Особенности градостроительных симуляторов
От других жанров компьютерных игр градостроительный симулятор отличается следующими элементами:
- основной целью игры является развитие экономики, повышение качества капитальных сооружений, обеспечение высокого уровня жизни жителей города, развитие транспортной инфраструктуры и др.;
- процесс игры может продолжаться после того, как будут достигнуты цели конкретного сценария или кампании;
- концепция непрямого управления, когда в большинстве игр игрок не может непосредственно отдавать команды персонажам или организациям;
- упор делается на решение глобальных и логистических задач: планировка застройки, задание для участков их назначения, ведение бюджетной политики, забота об экологии города и т. д.;
- как правило, в таких играх основное внимание уделяется организации и ведению жизни города, а другие цели при их наличии являются второстепенными (например военные элементы и уничтожение противника).

## История жанра
Жанр зародился в 1968 с созданием Дугом Дайментом игры Hamurabi на языке Фокал. Игра изначально была разработана для компьютеров PDP-8, но позже была переписана на языке BASIC и стала мультиплатформенной. Именно Hamurabi стала первой игрой по управлению городом, но при этом была проще последователей жанра (Simcity), например не позволяла строить новые здания и развивать инфраструктуру.
Дальнейшее развитие жанр получил с выходом игры Utopia, разработанной для игровой приставки Mattel Intellivision и выпущенной в 1981 году.
Классический вид жанра был сформирован игрой SimCity, положившей начало одноимённой серии, игры которой до сих пор являются наиболее популярными градостроительными симуляторами. Игроки могли руководствоваться собственными предпочтениями при проектировании и развитии города. 
Значительный подъём интереса к жанру произошёл в 1993 году, когда вышли сразу несколько заметных игр. Среди них — The Settlers, действие которой разворачивалось в средневековье и в которой была сложная система управления поселением и экономикой. Игра положила начало одноимённой серии, развивающейся до сих пор. В том же году был издан и коммерчески успешная игра Caesar. Позже вышли и другие игрв, действие которых разворачивалось в различных исторических эпохах. Несмотря на тематическую привязку, они сохраняли стилистику SimCity, в том числе строительство школ и больниц, но без, например, исторически достоверного рабства.
Серия Anno, начавшаяся в 1998 году, отличалась высоким уровнем графической детализации, продуманной экономической моделью и уникальным стилем геймплея. В 2001 была начата серия игр Tropico, сочетающая механики градостроительного симулятора с политикой.
SimCity 4, выпущенная в 2003 году, получила признание как эталон градостроительных симуляторов. Несмотря на сложность и высокий порог вхождения, она до сих пор считается одной из лучших в жанре по мнению, например, журналиста Мэтта Смита. Последующие игры серии стремились упростить игровой процесс. Так, SimCity Societies (2007) вместо дальнейшего развития механики симуляции города сделала упор на элементы социального управления, что вызвало неоднозначную реакцию как у критиков, так и у фанатов. Перезапуск серии, SimCity (2013), задумывался как возвращение к истокам, однако был раскритикован за обязательное подключение к интернету, технические сбои на старте, ошибки в симуляции, отсутствие обещанных функций и ограничения по размеру городов. Все эти факторы привели к сворачиванию франшизы SimCity. На фоне спада её популярности начали появляться игры аналогичной тематики от других разработчиков, в том числе Cities XL (2009). Значительный успех у аудитории получил симулятор Cities: Skylines, вышедший в 2015 году, который в октябре 2023 года получил продолжение — Cities: Skylines II, которое получило негативные оценки критиков.
Начиная с выхода Anno 2070 в 2011 году, затем Anno 2205 (2015), а также Surviving Mars и Frostpunk (2018), в жанре вновь обрели популярность футуристические сеттинги.
С распространением мобильных игр в 2010-х годах, а также модели free-to-play и микротранзакций, наблюдался рост популярности казуальных градостроительных игр с механиками «производства и улучшения» по времени. Среди них — CityVille и SimCity BuildIt. Хотя большинство поклонников традиционного жанра критикуют такие игры за упрощённый геймплей и наличие микротранзакций, они добились гораздо большего коммерческого успеха, чем большинство классических градостроительных симуляторов.